# Packard-Lepère LUSAC-11
Le Packard-LePère LUSAC 11 est un avion militaire de la Première Guerre mondiale. La désignation LUSAC vient de : Lepère United States Army Combat.

## Conçu par un Français pour l'US Army Air Service
Au moment de s'engager dans la Première Guerre mondiale en 1917, l'US Signal Corps ne disposait que de 55 avions. Le Corps Expéditionnaire américain fut donc équipé d'appareils français, tandis que l'US Army Engineering Division envisageait la production d'avions de conception française aux États-Unis. Dessiné par l'ingénieur Georges Lepère, membre de la commission aéronautique française aux États-Unis, l'appareil se présentait comme un biplan à ailes égales décalées tracté par un moteur Liberty 12 de 425 ch. Le prototype effectua son premier vol en août 1918 et se révéla tout de suite très rapide. 3 525 exemplaires furent rapidement commandés, le premier contractant étant Packard Motor Car Company, qui ne devait produire que 30 biplans avant que la fin de la Première Guerre mondiale n'entraine une annulation aussi massive que brutale des commandes de guerre. L'appareil ne fut donc finalement jamais mis en service par l'Air Service.

## Versions et dérivés
- Packard-Lepère LUSAC-11 : Chasseur biplace. Équipé initialement d'une mitrailleuse fixe située au-dessus du plan supérieur et d'une arme arrière, il devait recevoir en série deux mitrailleuses de capot tirant à travers le disque de l'hélice. 2 prototypes et 25 exemplaires de série construits.
- Packard-Lepère LUSAC-21 : 3 appareils achevés avec un moteur Bugatti 16 de 420 ch et livrés en août 1919.
- Packard-Lepère LUSAGH-11 : Un prototype d'appui tactique (Lepère United States Army Ground Harassment) à moteur Liberty.
- Packard-Lepère LUSAGH-21 : Deux exemplaires identiques au précédent avec moteur Bugatti.
- Packard-Lepère LUSAO-11 : Triplan expérimental d'observation (Lepère United States Army Observation) bimoteur Liberty.

## Un avion de records
Un LUSAC-11 équipé d'un moteur Liberty compressé fut employé pour plusieurs tentatives de records d'altitude:
- Le 27 février 1921 le Major Schroeder atteignit 10 093 m, battant le record d'altitude établi le 14 juin 1919 par Jean Casale sur Nieuport-Delage NiD.40.
- Le 28 septembre 1921 le Lieutenant John A. Macready remporta le MacKay Trophy en atteignant 10 518 m au-dessus de McCook Field. Ce record d'altitude devait tenir deux ans, battu le 5 septembre 1923 par Joseph Sadi-Lecointe sur NiD.40R.

## Sources
- William Green et Gordon Swanborough, Le grand livre des chasseurs. CELIV, Paris (1997)  (ISBN 2-86535-302-8)
- Bernard Fitzsimons, Illustrated Encyclopedia of 20th Century Weapons and Warfare (Volume 16, p. 1782-3). Bernard Fitzsimons, editeur, Londres (1978)